# Syngamia
Syngamia là một chi bướm đêm thuộc họ Crambidae.

## Các loài
- Syngamia albiceps Hampson, 1912
- Syngamia binotalis (Warren, 1896)
- Syngamia canarialis (Snellen, 1899)
- Syngamia convulsa Meyrick, 1936
- Syngamia dentilinealis Hampson, 1899
- Syngamia eoidalis (C. Felder, R. Felder & Rogenhofer in C. Felder, R. Felder & Rogenhofer, 1875)
- Syngamia eos Druce, 1902
- Syngamia euryterminalis Hampson, 1917
- Syngamia exigualis (Hübner, 1823)
- Syngamia falsidicalis (Walker, 1859)
- Syngamia fervidalis (Zeller, 1852)
- Syngamia florella (Stoll in Cramer & Stoll, 1781)
- Syngamia glebosalis Viette, 1960
- Syngamia interrogata Whalley, 1962
- Syngamia jeanneli Viette, 1954
- Syngamia latifusalis Hampson, 1896
- Syngamia latimarginalis (Walker, 1859)
- Syngamia liquidalis (Zeller, 1852)
- Syngamia luteofusalis (Mabille, 1900)
- Syngamia moluccalis (C. Felder, R. Felder & Rogenhofer in C. Felder, R. Felder & Rogenhofer, 1875)
- Syngamia oggalis Swinhoe, 1906
- Syngamia violata (Fabricius, 1787)
- Syngamia violescentalis Hampson, 1895

Các loài trước đây
- Syngamia aeruginosa Ghesquière, 1940
- Syngamia aurantiaca Hampson, 1912
- Syngamia longicornalis Mabille, 1900